# Mixu Paatelainen
Mika-Matti « Mixu » Paatelainen (né le 3 février 1967 à Helsinki en Finlande) est un ancien joueur et entraîneur de football finlandais. 
Il a marqué 18 buts en 70 apparitions en équipe nationale finlandaise.
Mixu est issue d'une famille de footballeurs : son père, Matti, a joué 47 fois pour la Finlande dans les années 1970, et ses 2 jeunes frères jouent aussi au football : Mikko au TPS en Finlande et Markus à Inverness en Écosse.

## Biographie

### Joueur
Il commence sa carrière au FC Haka Valkeakoski, puis en 1987 il signe pour 100 000 £ à Dundee United. Il devient rapidement leur meilleur joueur et il finit meilleur buteur à deux reprises.
En février 1992, il est transféré à Aberdeen pour 400 000 £, et en 1994 il rejoint le championnat anglais au sein du club des Bolton Wanderers. À la suite de la promotion de Bolton en Premiership, il devient le tout premier finlandais à évoluer en 1re division anglaise. Mixu dispute la finale de la FA Cup de 1995, lors de laquelle Bolton est battu 2-1 par Liverpool.
Il joue ensuite à Wolverhampton Wanderers Football Club pendant une saison, puis il retourne en Écosse à l'Hibernian Football Club où il marque 32 buts en 93 matchs.
S'ensuit après un bref passage au RC Strasbourg, 9 matchs et 0 but, avec le fougueux gardien paraguayen José Luis Chilavert.
En 2002, il retourne à Hibernian pendant une saison, puis il signe à Saint Johnstone et à Saint Mirren. En 2005, il prend sa retraite de joueur.

### Entraîneur
En août 2005, il est nommé directeur à temps plein dans un club de troisième division écossaise : le Cowdenbeath Football Club. Il y fait signer ses frères Markus et Mikko.
Le 21 octobre 2006, il démissionne de ses fonctions de gestionnaire de Cowdenbeath et rejoint le club finlandais du TPS Turku.
Le 11 janvier 2008, il retourne à Edimbourg pour devenir le gestionnaire de l'Hibernian Football Club après qu'une compensation soit versée au TPS Turku. Lors de la fin de saison 2008-2009, il est démis de ses fonctions.
Le 14 juin 2015, à la suite d'une défaite face à la Hongrie lors des éliminatoires de l'Euro 2016 (la quatrième de rang), il est démis de ses fonctions de sélectionneur national .

## Palmarès

### Joueur
- Élu meilleur joueur finlandais : 1988
- Finaliste de la Coupe UEFA : 1987 avec Dundee United
- Finaliste de la Coupe d'Écosse : 1987, 1988 et 1991 avec Dundee United, 1993 avec Aberdeen, 2001 avec Hibernian Édimbourg
- Finaliste de la Coupe de la Ligue écossaise : 1993 avec Aberdeen
- Finaliste de la Coupe de la Ligue anglaise : 1995 avec les Bolton Wanderers
- Vice-Champion d'Angleterre de D2 : 1997 avec les Bolton Wanderers
- Champion d'Écosse de D2 : 1999 avec Hibernian Édimbourg

### Entraîneur
- Élu meilleur entraîneur du championnat d’Écosse lors de la saison 2010-2011